# Kewelsberg zwischen Tünsdorf und Wehingen
Kewelsberg zwischen Tünsdorf und Wehingen este o arie protejată (arie specială de conservare — SAC, sit de importanță comunitară — SCI) din Germania întinsă pe o suprafață de 12 ha, integral pe uscat.

## Localizare
Centrul sitului Kewelsberg zwischen Tünsdorf und Wehingen este situat la coordonatele 49°28′02″N 6°30′11″E / 49.4672°N 6.5031°E.

## Înființare
Situl Kewelsberg zwischen Tünsdorf und Wehingen a fost declarat sit de importanță comunitară în octombrie 2000 pentru a proteja un număr necunoscut de specii din flora spontană și fauna sălbatică aflate în arealul zonei. Situl a fost protejat și ca arie specială de conservare în iulie 2015.

## Biodiversitate
Situată în ecoregiunea continentală, aria protejată conține 3 habitate naturale: Pajiști uscate seminaturale și facies de acoperire cu tufișuri pe substraturi calcaroase (Festuco-Brometalia) (* situri importante pentru orhidee), Pante stâncoase calcaroase cu vegetație casmofită, Păduri pe pante, grohotișuri și ravene de Tilio-Acerion.
La baza desemnării sitului se află un număr nedeclarat de specii protejate.
Pe lângă speciile protejate, pe teritoriul sitului au mai fost identificate 9 specii de plante.